# Pitch Black
Pitch Black (conocida en Hispanoamérica como Eclipse mortal o, también, como Criaturas de la noche) es una película dirigida por David N. Twohy y protagonizada por Vin Diesel, Radha Mitchell, Cole Hauser y Keith David. Es la primera parte de una saga. Su secuela Las crónicas de Riddick se estrenó en 2004.

## Argumento
En un futuro lejano, la nave de transporte Hunter-Gratzner, su tripulación y los pasajeros que viajan en hipersueño, pasan a través de la cola de un cometa, mientras que el piloto automático esta encendido. Los escombros del cometa dañan el casco y matan a algunos tripulantes, incluido el capitán. La tripulación restante se despierta y el piloto Greg Owens (Simon Burke) y su copiloto, Carolyn Fry (Radha Mitchell), despiertan e intentan aterrizar la nave en un planeta desierto cercano. Fry intenta arrojar al espacio la sección de pasajeros para salvar la cabina y a ella misma, ya que prefiere sacrificar a los pasajeros que arriesgar su vida pero, para suerte de los pasajeros, Owens logra sabotear los cierres de la compuerta y con ello hacer que la computadora impida el desacople ante el peligro de descompresión. La nave se estrella en la superficie, empalando a Owens con una barra de metal y muriendo frente a Fry en una horrible y lenta agonía al no disponer de ayuda médica o medicina que calmara su dolor en sus últimos momentos. 
Fry se une a los pasajeros supervivientes: entre ellos el santo musulmán Abu "Imam" al-Walid (Keith David) y sus jóvenes acólitos Alí (Firass Dirani), Hassan (Sam Sari) y Suleyman (Les Chantery); también los colonos Shazza (Claudia Black) y Zeke (John Moore), el comerciante Paris P. Ogilvie (Lewis Fitz-Gerald), el joven polizón Jack (Rhiana Griffith) y William J. Johns (Cole Hauser), un policía. Los pasajeros, ignorando las intenciones de Fry, la consideran una heroína por llevarlos vivos a tierra, lo que despierta el remordimiento de la piloto; Johns revela sin embargo que hay otro pasajero, el convicto Richard B. Riddick (Vin Diesel), al que llevaba para ser encarcelado y que se ha escapado, por lo que pide a los demás ayuda para encontrarlo ya que se trata de un asesino extremadamente violento y sanguinario, que modificó sus ojos para poder ver en la oscuridad.
A medida que exploran el planeta descubren que está iluminado por tres soles, por lo que no existe la noche. Zeke muere mientras explora una cueva cercana y Riddick es descubierto en los alrededores, siendo capturado por Johns y los demás, quienes lo culpan del asesinato, aunque él insiste en que si lo hubiera hecho no lo negaría, instándolos a tener cuidado ya que hay algo muy peligroso merodeando. Fry investiga la cueva, buscando el cuerpo y descubre varias criaturas nativas del lugar que resultan ser cazadores alados que sólo sobreviven en la oscuridad. Johns propone a Riddick liberarlo para que trabaje con ellos argumentando que es una amenaza mucho menor que los peligros del planeta. A cambio, declarará que murió en el choque y le permitirá huir ya que está cansado de perseguirlo. 
Pronto encuentran los restos de una vieja colonia de investigación geológica, con suministros de agua y una nave espacial que pueden utilizar para escapar del planeta si le instalan las celdas de energía del Hunter-Gratzner. Mientras Jack y los acólitos de Imam juegan en los edificios, algunas de las criaturas, que estaban escondidas dentro de una bodega, matan a Alí. Tras encontrar el cuerpo, Fry y Riddick deducen no solo que la población de la colonia fue devorada durante un eclipse que sucede cada 22 años, sino que éste evento sucederá nuevamente en algún momento de ese año. Carolyn no desea arriesgarse por lo que comienza a dar mantenimiento a la nave. Sin embargo, Johns la presiona para que no trasladen las celdas de energía desde el lugar del choque hasta el último momento ya que Riddick es un expiloto militar y no dudará en robar la nave si está operativa, confesando además que nunca ha tenido la intención de liberarlo y solo lo ha engañado para que coopere con ellos.
Por insinuaciones de Riddick, Fry descubre que en realidad Johns no es policía, sino un cazarrecompensas y drogadicto que transportaba a Riddick para cobrar la recompensa. Cuando Fry encara a Johns descubre que porta una considerable cantidad de morfina y le increpa haber dejado morir a Owens en semejante sufrimiento, pero Johns, quien hasta entonces se había mostrado como alguien recto y responsable, responde de forma cínica que no le interesaba desperdiciar su droga en otras personas, revelando así su verdadera personalidad.
Mientras discuten, descubren que el eclipse está por iniciar, lo que permitirá a las bestias salir a la superficie. El grupo vuelve a los restos del Hunter-Gratzner a recoger las celdas energéticas usando un vehículo de energía solar. El eclipse comienza, envolviendo el planeta en la oscuridad, inutilizando el vehículo y haciendo que millones de criaturas salgan de sus guaridas subterráneas. Aunque la mayoría logra refugiarse en la nave estrellada, Shazza es atrapada y devorada por una bandada de carroñeros y Hassam es devorado por una criatura en el interior. Al darse cuenta de que la luz los lastima y que no hay certeza sobre la duración del eclipse, el grupo reúne la celdas de energía y toda fuente de luz para recorrer a pie el camino hasta la colonia. Riddick, que puede ver en la oscuridad, es puesto por Carolyn al frente de la caravana para guiarlos de regreso a pesar de las protestas de Johns. 
Inicialmente el grupo trabaja en conjunto, pero la tensión aumenta con la muerte de Paris y la pérdida de la mayoría de las luces del grupo. Riddick descubre y revela que Jack es en realidad una niña en su etapa menstrual y que el olor de la sangre ha impedido que las criaturas pierdan el rastro del grupo. Johns le sugiere en secreto sacrificarla como cebo para huir mientras la devoran; Riddick, molesto por esta idea, la acepta, solo que usando a Johns, ya que comprende que este nunca ha tenido la intención de salvar al resto, lo que lleva a ambos a enfrascarse en una pelea donde finalmente Riddick hiere a Johns atrayendo a las bestias para devorarlo. Los sobrevivientes restantes, Riddick, Fry, Jack, Imam y Suleyman, acompañados con pequeñas fuentes de luz, huyen y se refugian en una cueva cercana a la colonia no sin que antes Suleyman sea devorado. Riddick promete llevar las celdas a la nave y regresar por ellos, sin embargo bloquea la salida de la cueva antes irse, lo que acaba con la esperanza del grupo.
El trío descubre gusanos bioluminiscentes dentro de la cueva y Fry los usa para improvisar una lámpara con la cual repeler a las criaturas y llegar a la nave, donde descubre que Riddick está listo para despegar por su cuenta. Fry le ruega que se quede, revelando que ella había estado a punto de abandonar a los otros pasajeros para salvarse. Riddick le propone abandonar a los supervivientes y escapar con él, pero después de un breve forcejeo, comprueba que está dispuesta a morir por salvarlos y ambos regresan a ayudar a los demás.
Mientras regresan, Riddick se separa del grupo y es acorralado por dos criaturas; Fry, después de dejar a Imam y Jack en la nave, regresa para buscar a Riddick, a quien encuentra herido intentado huir. Mientras lo ayuda, bromea sobre cómo era ella quien pretendía morir por los demás; en un momento Fry cae al suelo desangrándose mientras Riddick está a su lado con su cuchillo en mano y manchado con su sangre, sin embargo contrario a las apariencias Fry fue atacada por la espalda por una criatura, quien huye con su cadáver a la vista de Riddick quien se muestra por primera vez frustrado e impotente mientras recrimina a Fry que no era él por quien debía morir.
Ya en la nave, Riddick apaga los motores y deja que los monstruos rodeen la nave por un momento para así carbonizar la mayor cantidad de criaturas posible con los propulsores como venganza por la muerte de Fry. Después de escapar, Riddick le dice a los demás que, en caso de que alguien pregunte por él, respondan: "Riddick murió en algún lugar de este planeta".

## Reparto
- Vin Diesel como Richard B. Riddick.
- Radha Mitchell como Carolyn Fry.
- Cole Hauser como William J. Johns.
- Keith David como Abu "Imam" al-Walid.
- Lewis Fitz-Gerald como Paris P. Ogilvie.
- Claudia Black como Sharon "Shazza" Montgomery.
- Rhiana Griffith como Jack.
- John Moore como John "Zeke" Ezekiel.
- Simon Burke como Greg Owens.
- Les Chantery como Suleiman.
- Sam Sari como Hassan.
- Firass Dirani como Ali.
- Ric Anderson como Sobreviviente acribillado.
- Vic Wilson como Capitán Tom Mitchell.
- Angela Makin como tripulante muerta.

## Estreno
Pitch Black se estrenó en 1,832 salas el 18 de febrero de 2000, recaudando U$11.577.688 durante su fin de semana inaugural y ocupando el cuarto lugar en la taquilla. La película tiene un ingreso bruto de $ 39,240,659 en Norteamérica y un ingreso bruto internacional de U$13.947.000, lo que le da un total mundial de U$53.187.659.
La película fue lanzada en VHS y DVD el 10 de octubre de 2000 y relanzado en DVD en 2004 como The Chronicles of Riddick: Pitch Black. Fue lanzado en HD DVD el 11 de julio de 2006 y en Blu-ray el 31 de marzo de 2009. El disco contiene la edición teatral y una edición corta del director sin clasificar que contiene dos minutos más de material adicional. También se planeó un lanzamiento de LaserDisc, pero se canceló a mediados de 2001 debido a la disminución del soporte para ese formato.

## Crítica
La película recibió críticas mixtas. En el sitio web Rotten Tomatoes tiene una calificación de aprobación del 59% basada en 109 revisiones, con una calificación promedio de 5.63 de 10. El consenso del sitio dice: "A pesar de tener una premisa interesante (y un giro sorprendente de Vin Diesel), Pitch Black es demasiado derivada y formulada para recomendarlo por completo a los fanáticos de la ciencia ficción o de la acción."
Roger Ebert calificó la película con 2 de 4 estrellas. Dándole crédito por algunos elementos prometedores de la historia y una buena apariencia, pero expresa su decepción porque no se hizo más con el mundo alienígena y porque los conflictos humanos reciclados lo decepcionaron. Llegó a la conclusión de que era "retroceder un paso después de The Arrival."

## Premios y nominaciones
| Año  | Premio                              | Categoría                                            | Candidato                       | Resultado |
| ---- | ----------------------------------- | ---------------------------------------------------- | ------------------------------- | --------- |
| 2000 | Premios Saturn                      | Mejor película de ciencia ficción                    | Pitch Black                     | Nominado  |
| 2001 | Australian Cinematographers Society | Cinematógrafo del año                                | David Eggby                     | Ganador   |
| 2001 | Australian Cinematographers Society | Trípode Dorado                                       | David Eggby                     | Ganador   |
| 2001 | Blockbuster Entertainment Awards    | Actor favorito de horror                             | Vin Diesel                      | Nominado  |
| 2001 | Premio Bram Stoker                  | Mejor guion                                          | David Twohy Ken Wheat Jim Wheat | Nominado  |
| 2001 | International Horror Guild Award    | Mejor película                                       | Pitch Black                     | Nominado  |
| 2001 | Fangoria Chainsaw Awards            | Mejor estreno                                        | Pitch Black                     | Nominado  |
| 2001 | Fangoria Chainsaw Awards            | Mejor actor                                          | Vin Diesel                      | Nominado  |
| 2001 | Fangoria Chainsaw Awards            | Mejor actriz                                         | Radha Mitchell                  | Nominado  |
| 2001 | Fangoria Chainsaw Awards            | Mejor Guion                                          | Jim Wheat Ken Wheat David Twohy | Nominado  |
| 2001 | Fangoria Chainsaw Awards            | Mejor maquillaje y/o criatura por efectos especiales | Patrick Tatopoulos John Cox     | Nominado  |